# Lautrach
Lautrach település Németországban, azon belül Bajorországban. Lakosainak száma 1260 fő (2023. december 31.). Lautrach Aichstetten, Aitrach és Kronburg községekkel határos.

## Népesség
A település népessége az elmúlt években az alábbi módon változott:
| Lakosok száma | 669  | 1189 | 1165 | 1085 | 1182 | 1219 | 1261 | 1279 | 1262 | 1260 |
|               | 1875 | 1950 | 1975 | 1987 | 2012 | 2014 | 2016 | 2017 | 2021 | 2023 |

## Fekvése
Memmingentől délnyugatra fekvő település.

## Története
Nevét 840-ben említették először. Első ismert elnevezése "Luteraha" volt. Lautrach 1164-ben Heinrich von Lauternach székhelye volt. 1417-1609 között Landauhoz tartozott. A harmincéves háború (1628-1630) alatt nagy pestis járvány dúlt. 1632-ben a svédek vonultak be ide, kifosztották és felgyújtották a falut. 1641-ben Muggenthal grófja eladta a falut a Kempteneknek, az övék maradt egészen a szekularizációig.

## Galéria

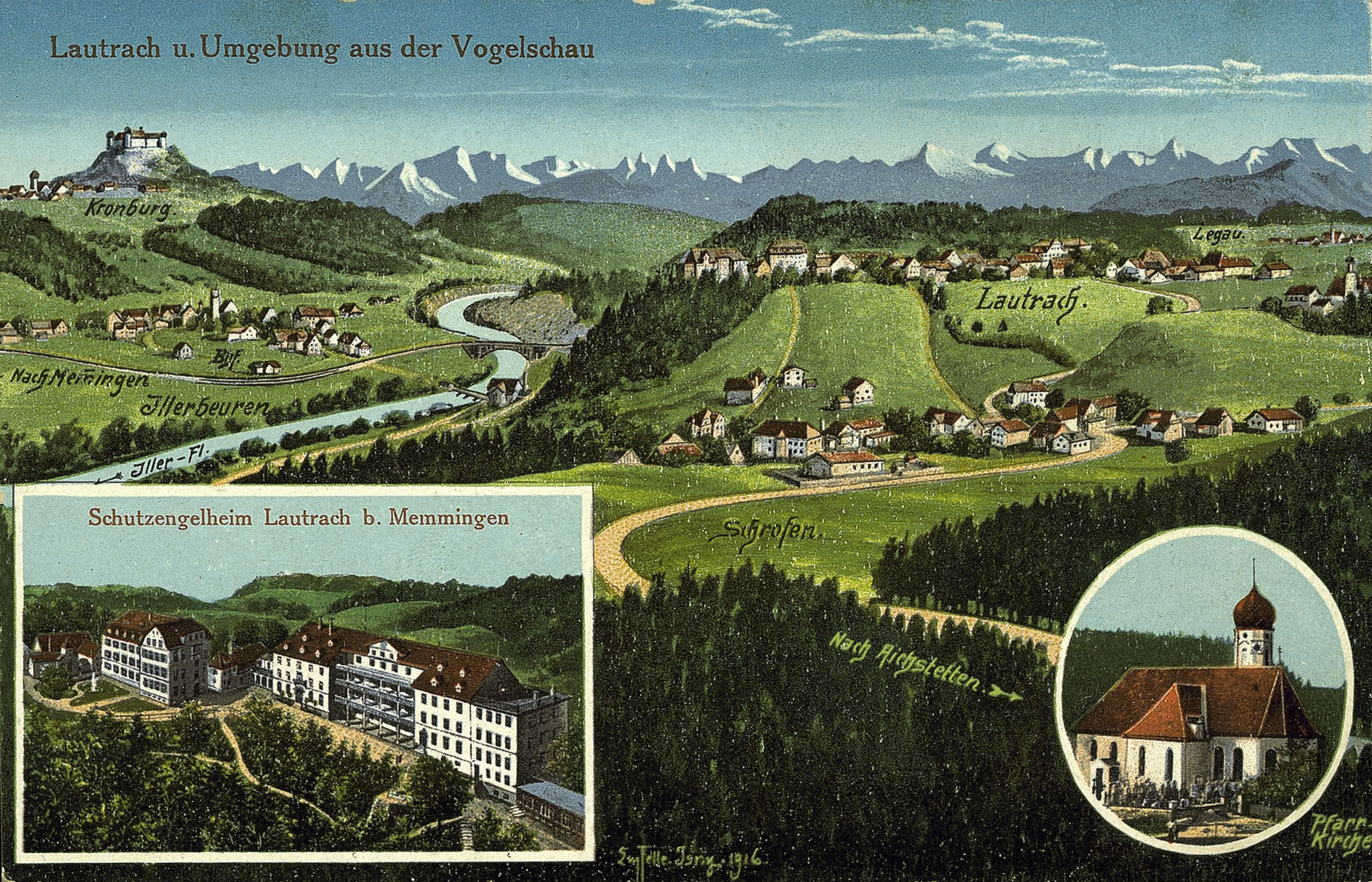
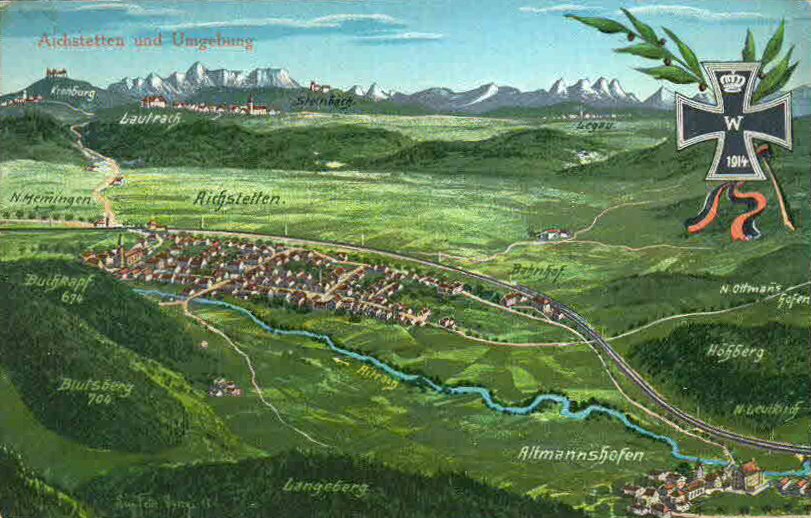
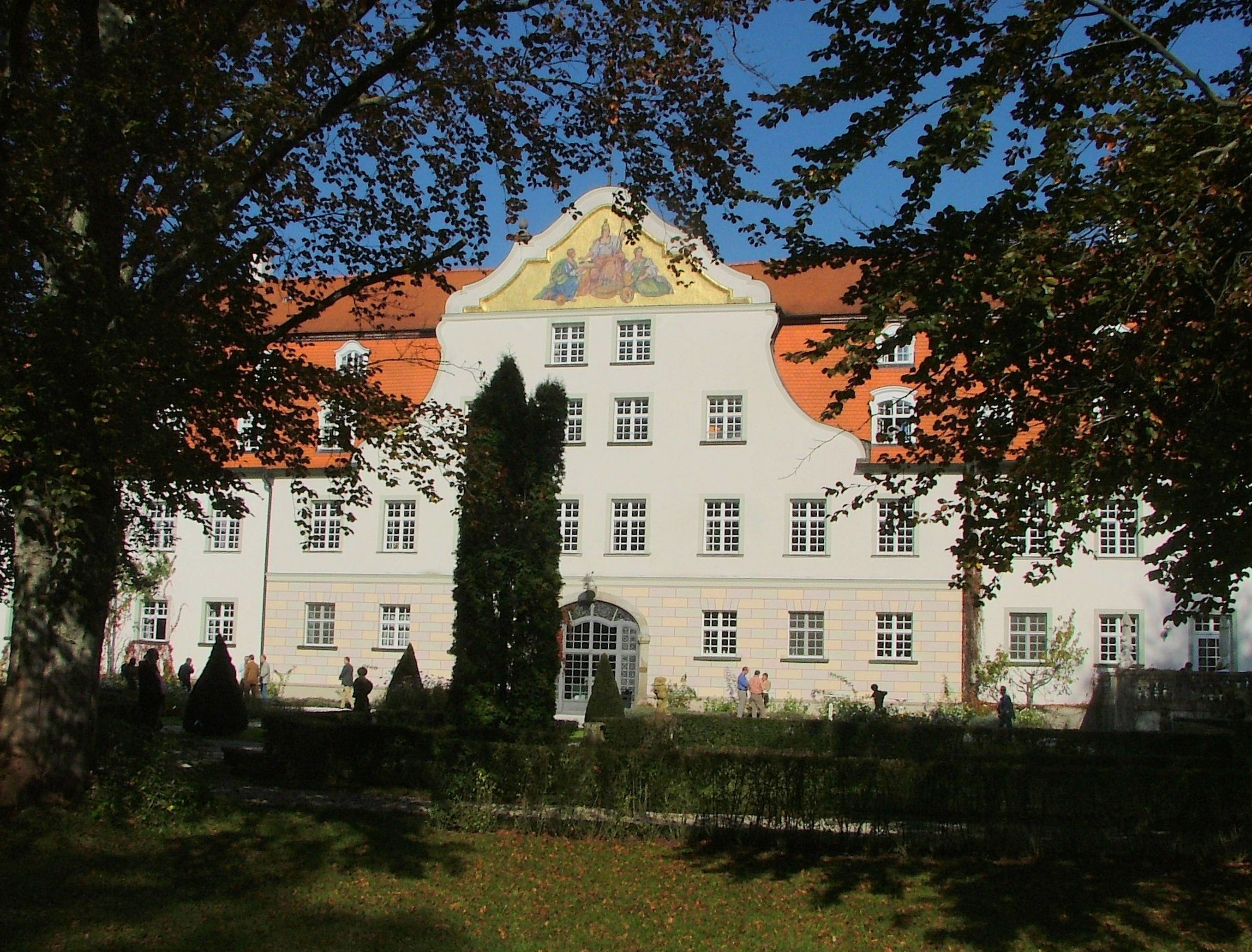
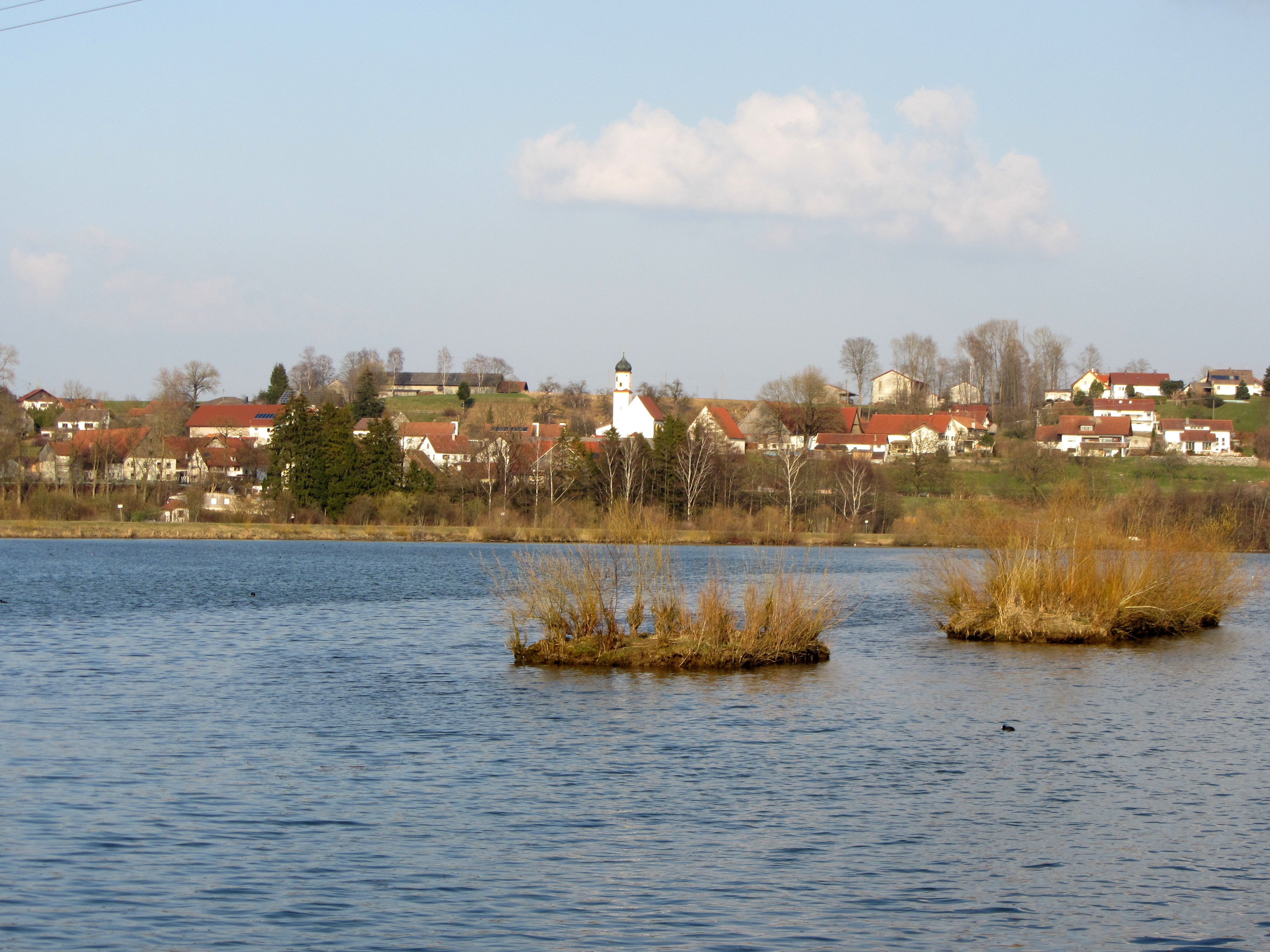
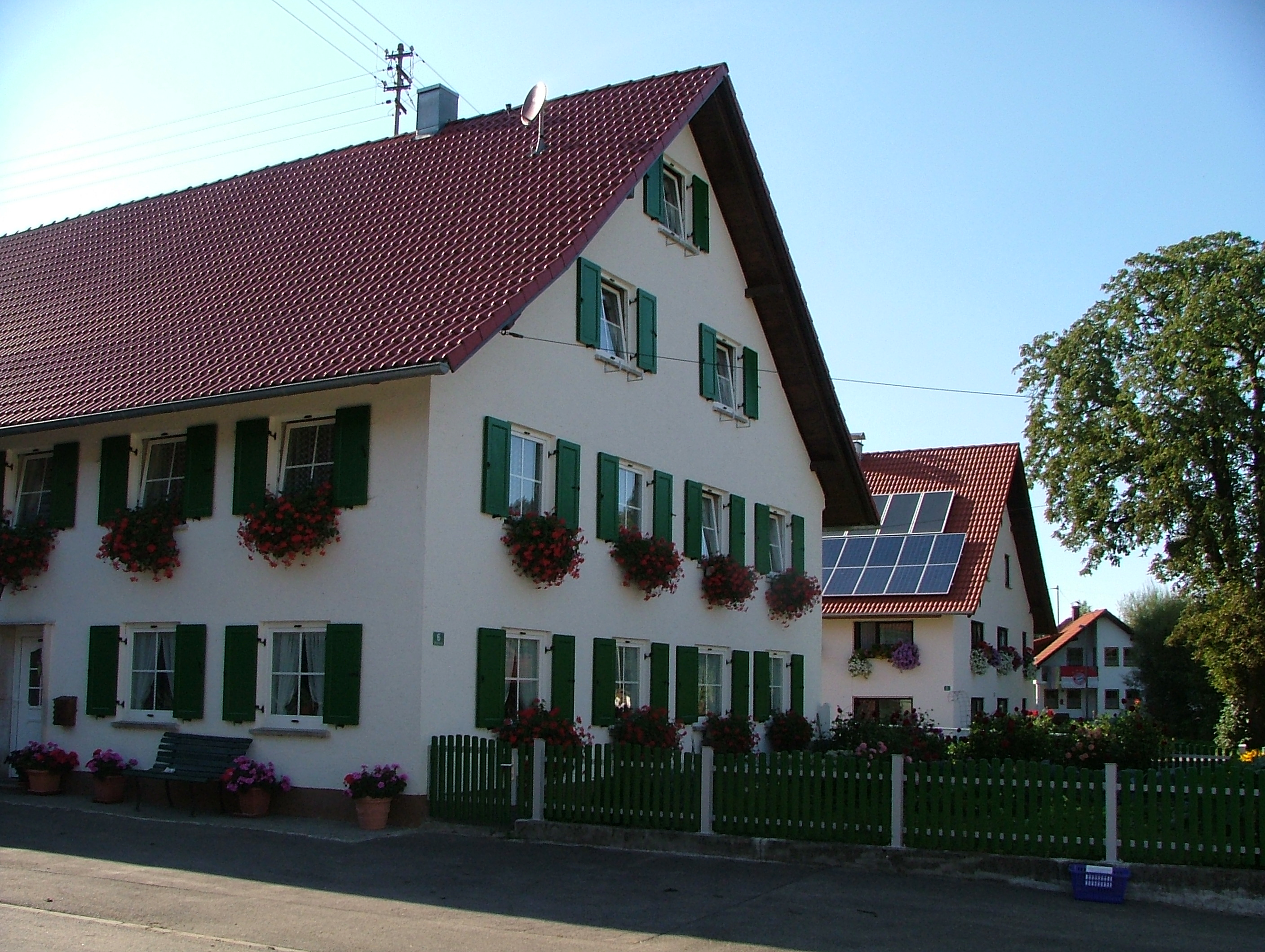
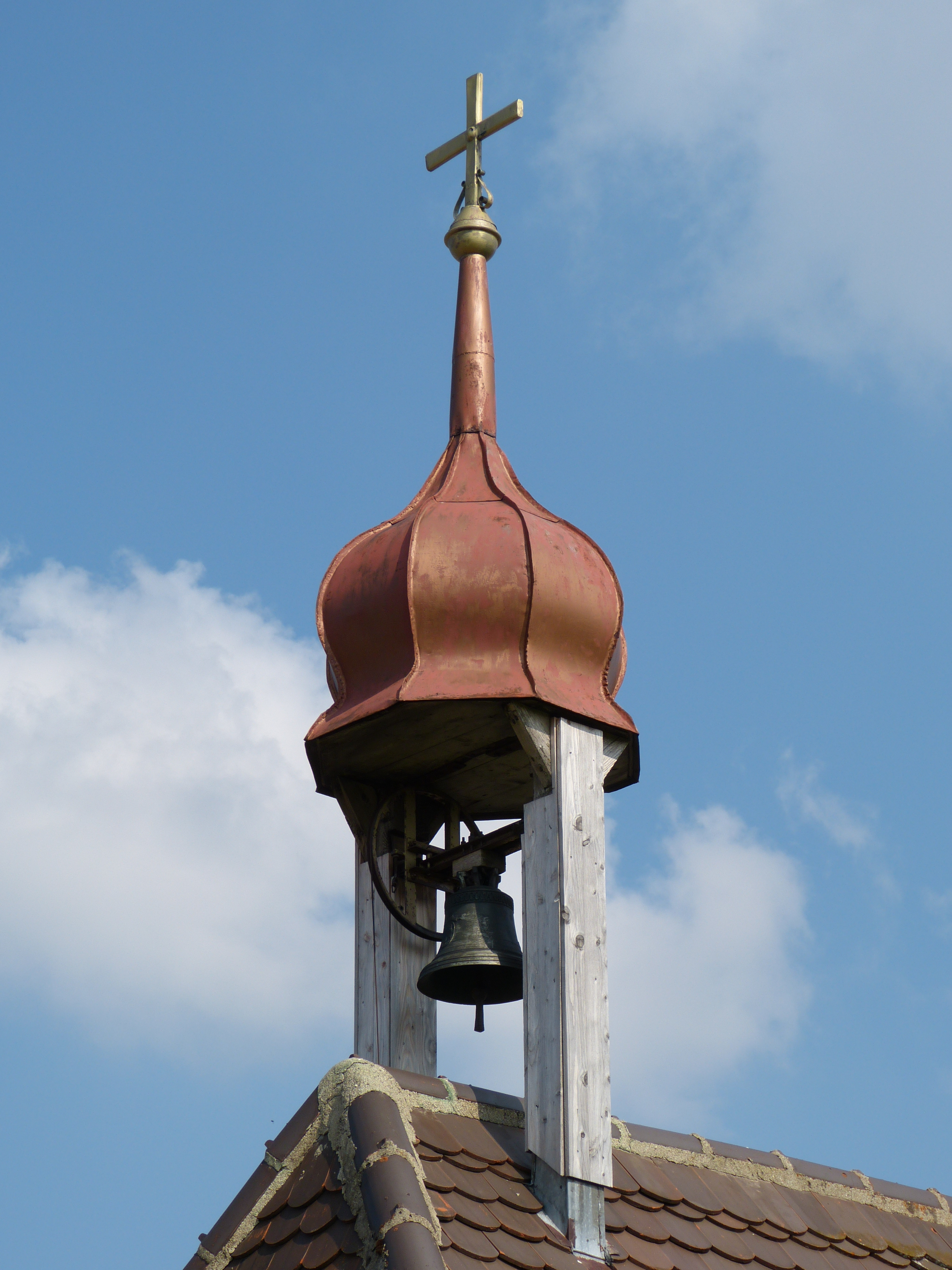